# Prionotus
Prionotus es un género de peces de la familia Triglidae, del orden Scorpaeniformes. Este género marino fue descrito científicamente en 1801 por Bernard Germain de Lacépède.
Por sus aletas pectorales que utilizan para su locomoción, por evolución convergente presentan una semejanza con camarones y langostinos.
Las aletas pectorales son de gran tamaño y  los radios inferiores de estas pueden ser totalmente libres y moverse independientemente como rudimentarias extremidades, las cuales les sirven como órganos táctiles y de locomoción; permitiéndole desplazarse con gran habilidad por el lecho del mar.

## Especies
Especies reconocidas del género:
- Prionotus alatus Goode & T. H. Bean, 1883
- Prionotus albirostris D. S. Jordan & Bollman, 1890
- Prionotus beanii Goode, 1896
- Prionotus birostratus J. Richardson, 1844
- Prionotus carolinus (Linnaeus, 1771)
- Prionotus evolans (Linnaeus, 1766)
- Prionotus horrens J. Richardson, 1844
- Prionotus longispinosus Teague, 1951
- Prionotus martis Ginsburg, 1950
- Prionotus miles Jenyns, 1840
- Prionotus murielae Mowbray, 1928
- Prionotus nudigula Ginsburg, 1950
- Prionotus ophryas D. S. Jordan & Swain, 1885
- Prionotus paralatus Ginsburg, 1950
- Prionotus punctatus (Bloch, 1793)
- Prionotus roseus D. S. Jordan & Evermann, 1887
- Prionotus rubio D. S. Jordan, 1886
- Prionotus ruscarius C. H. Gilbert & Starks, 1904
- Prionotus scitulus D. S. Jordan & C. H. Gilbert, 1882
- Prionotus stearnsi D. S. Jordan & Swain, 1885
- Prionotus stephanophrys Lockington, 1881
- Prionotus teaguei Briggs, 1956
- Prionotus tribulus G. Cuvier, 1829

## Galería

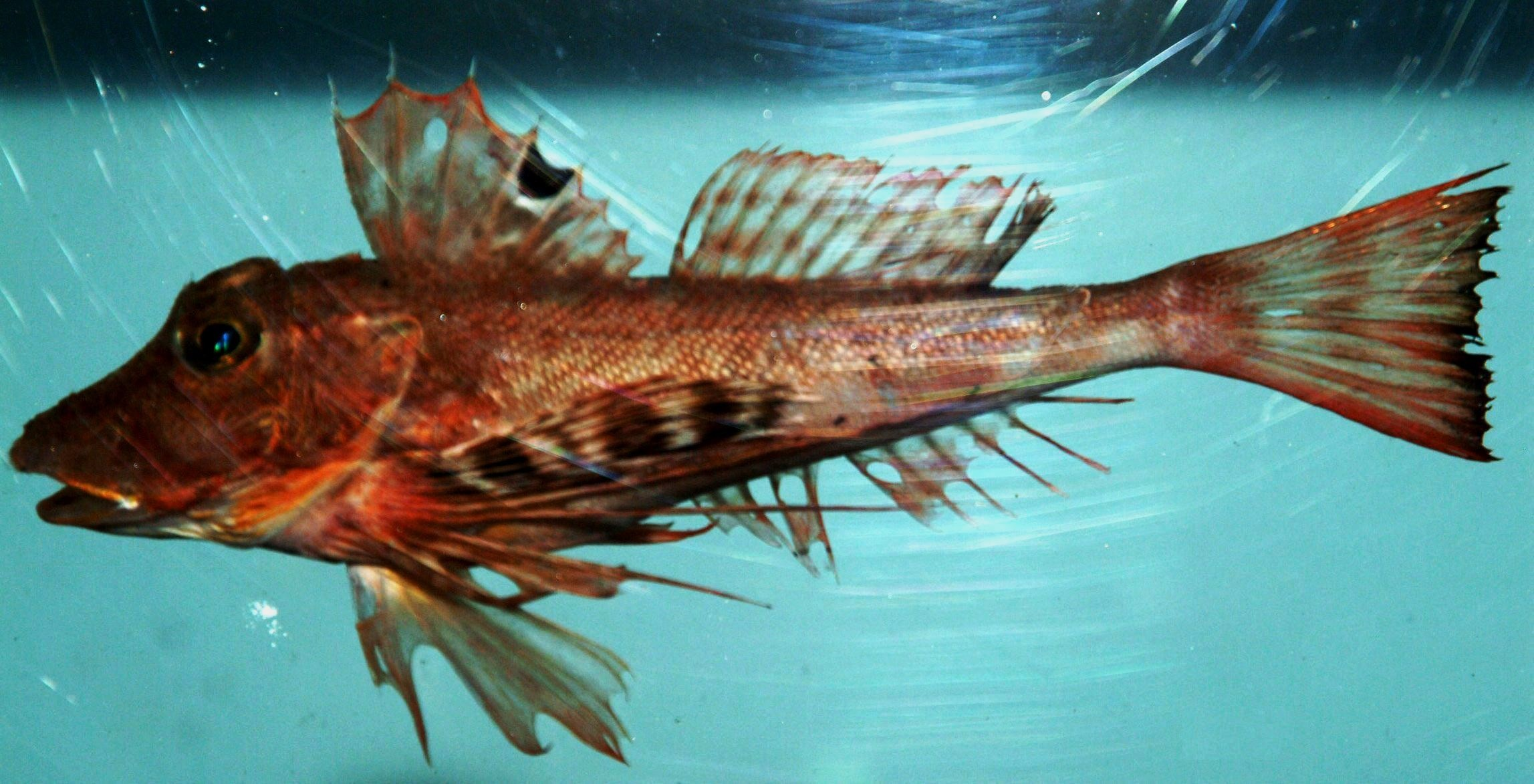
Prionotus alatus
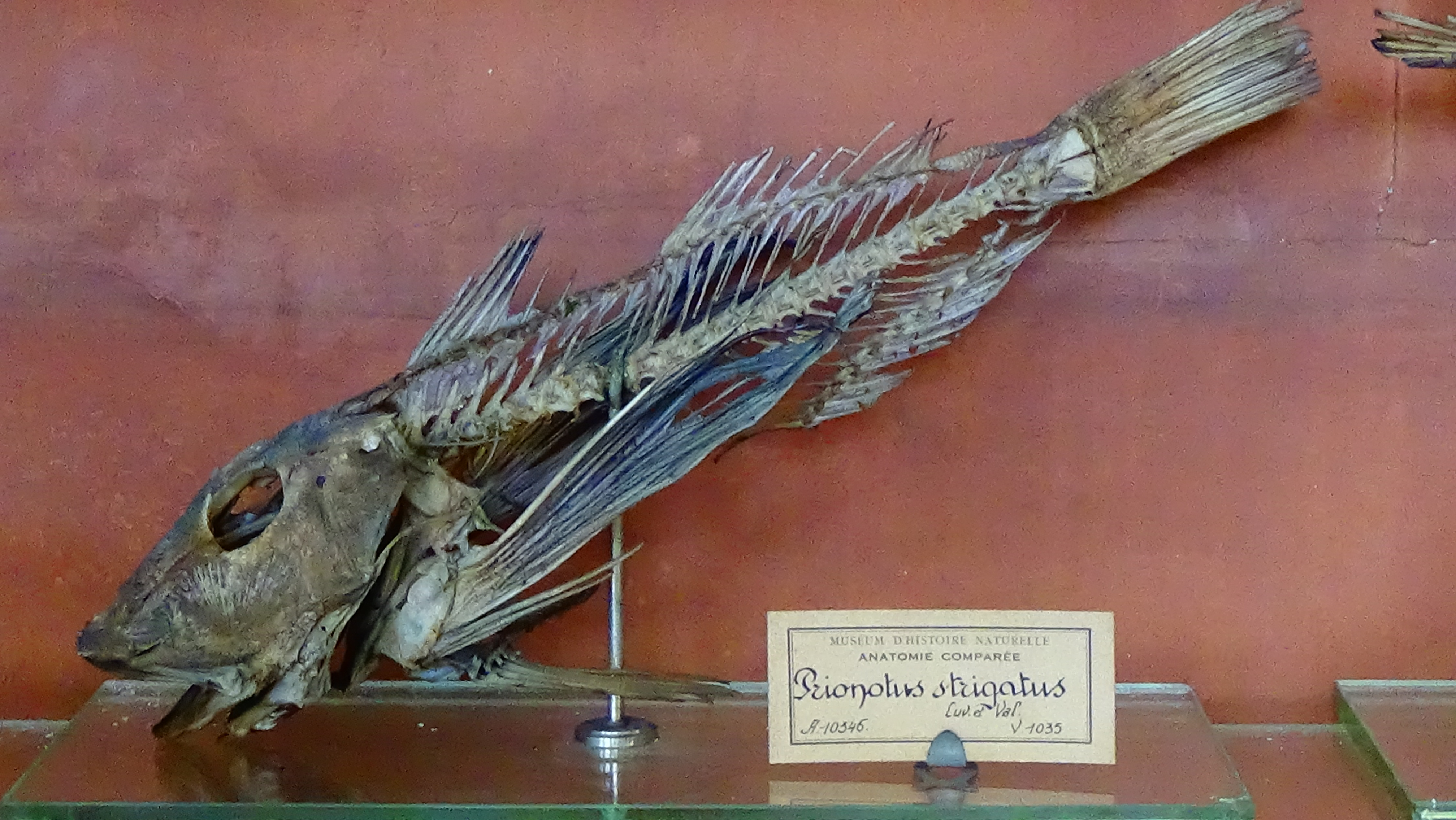
Prionotus evolans
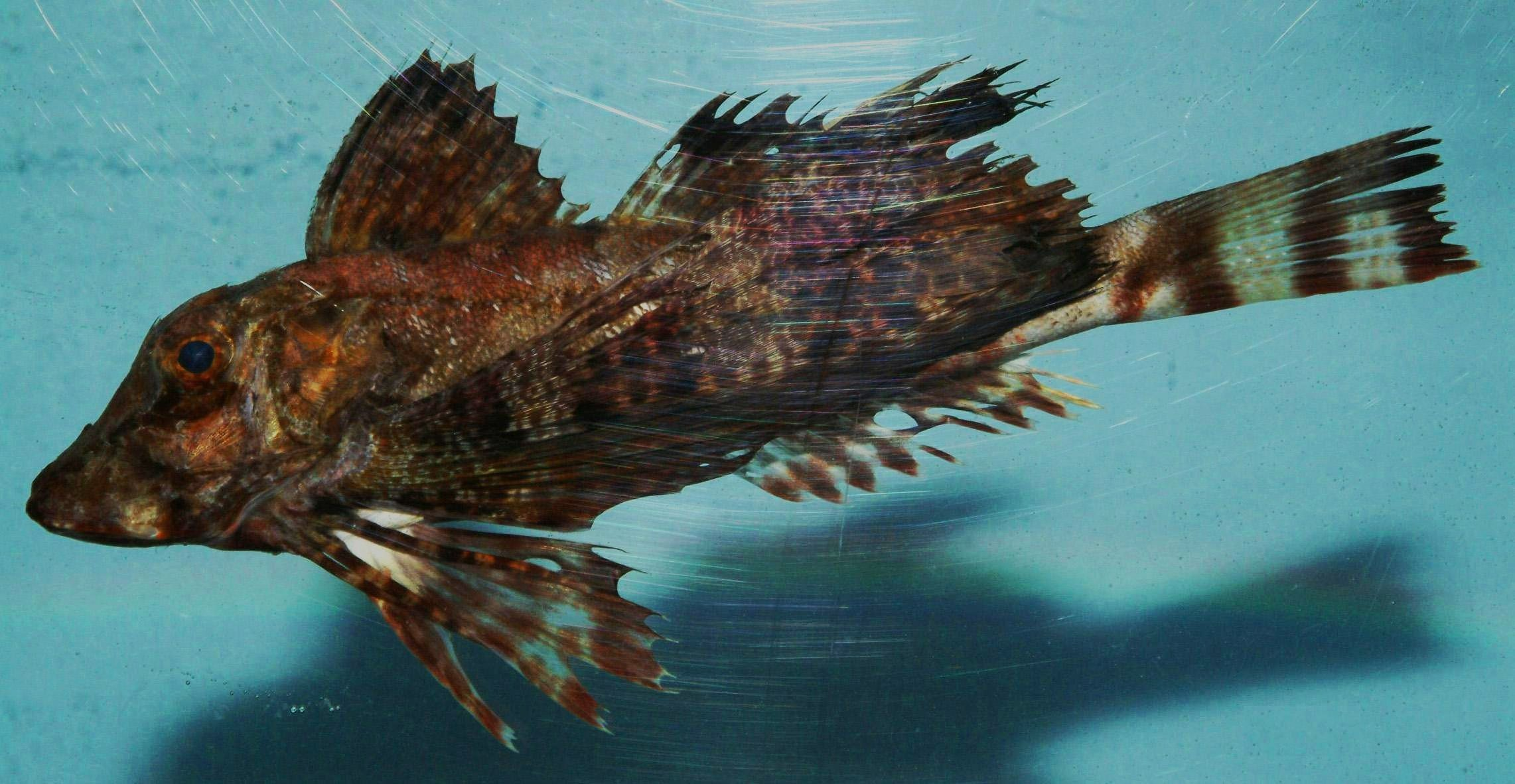
Prionotus ophryas
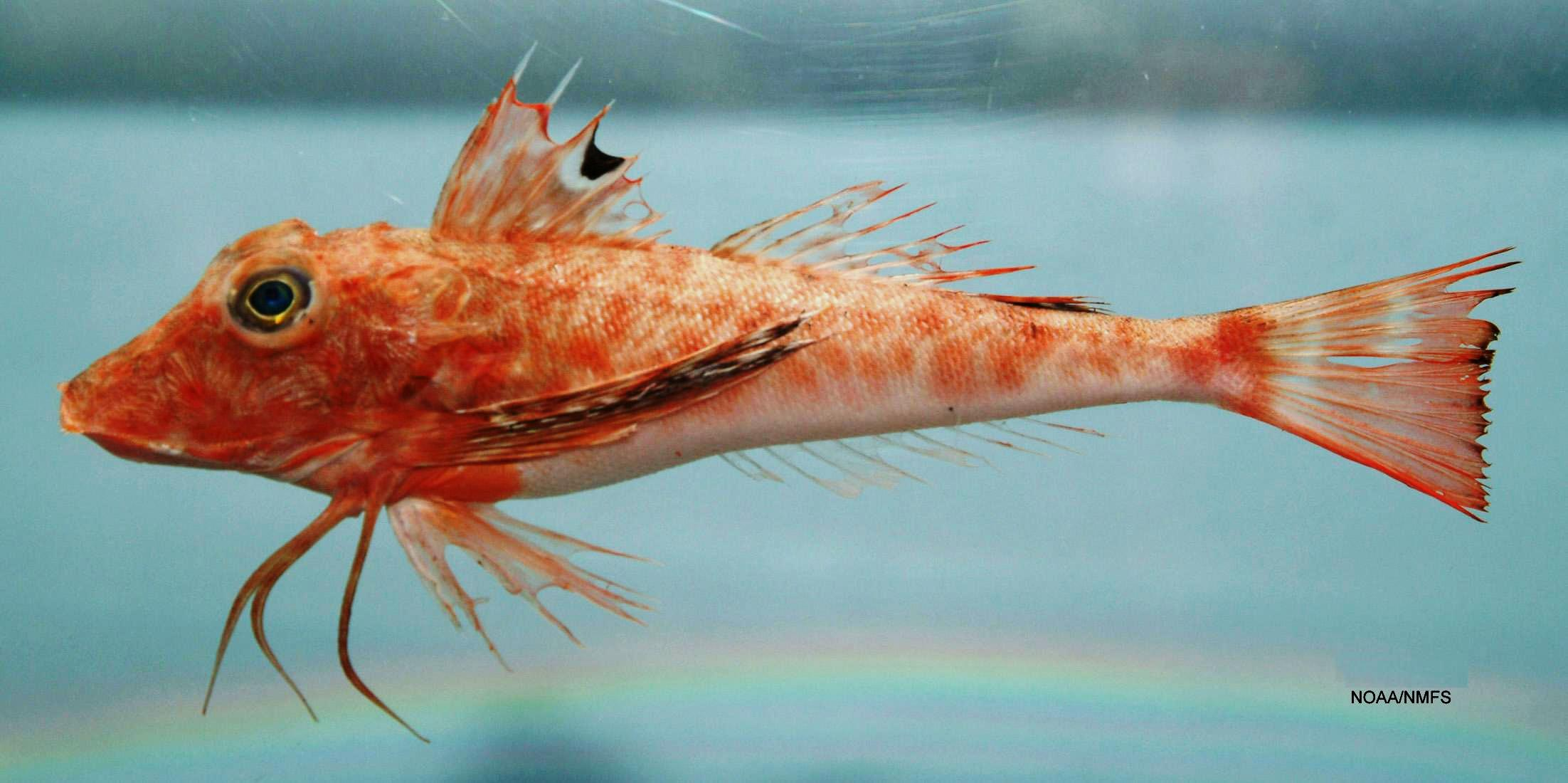
Prionotus paralatus
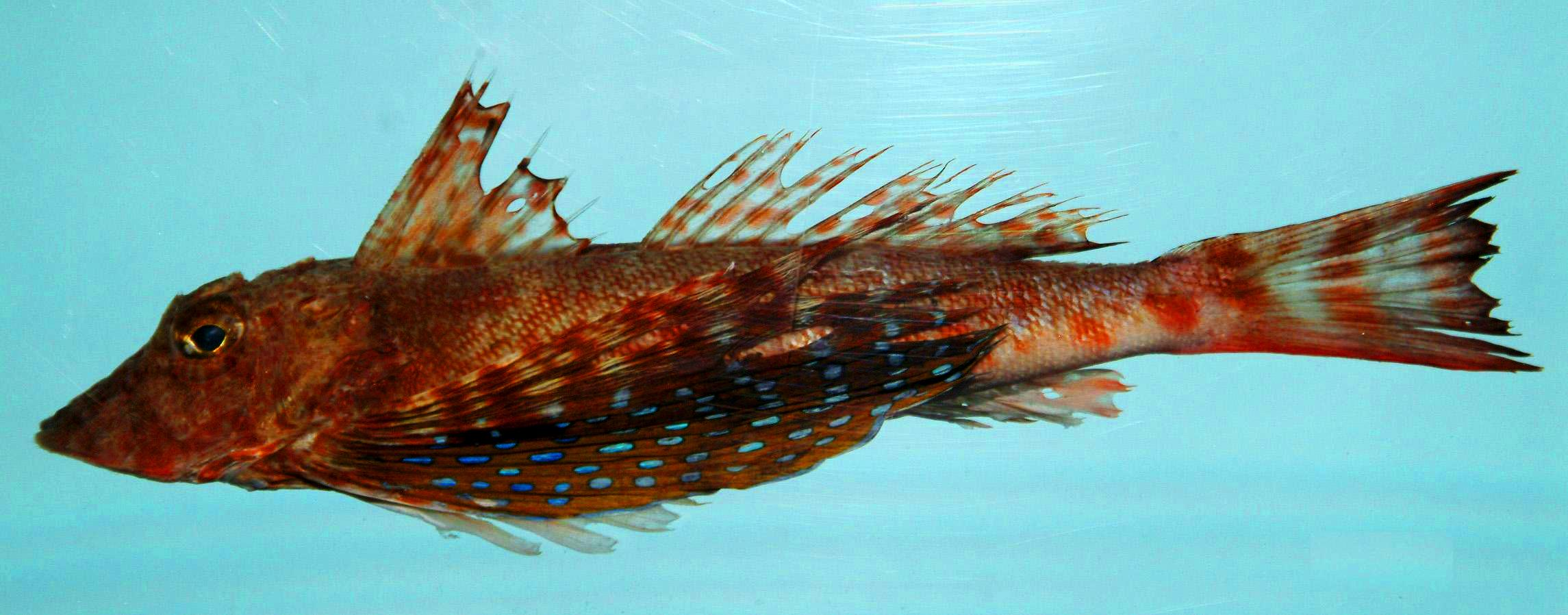
Prionotus roseus

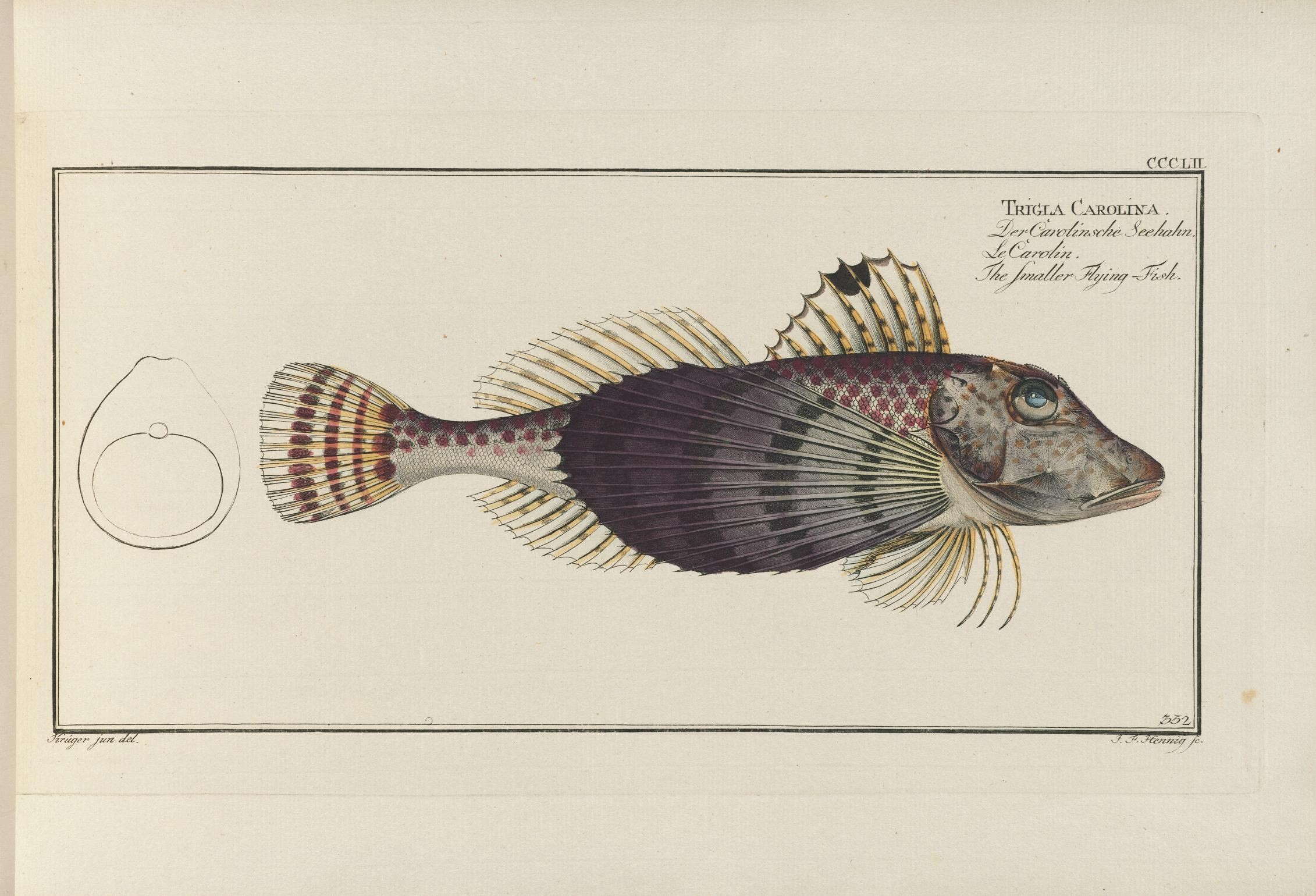
Prionotus carolinus
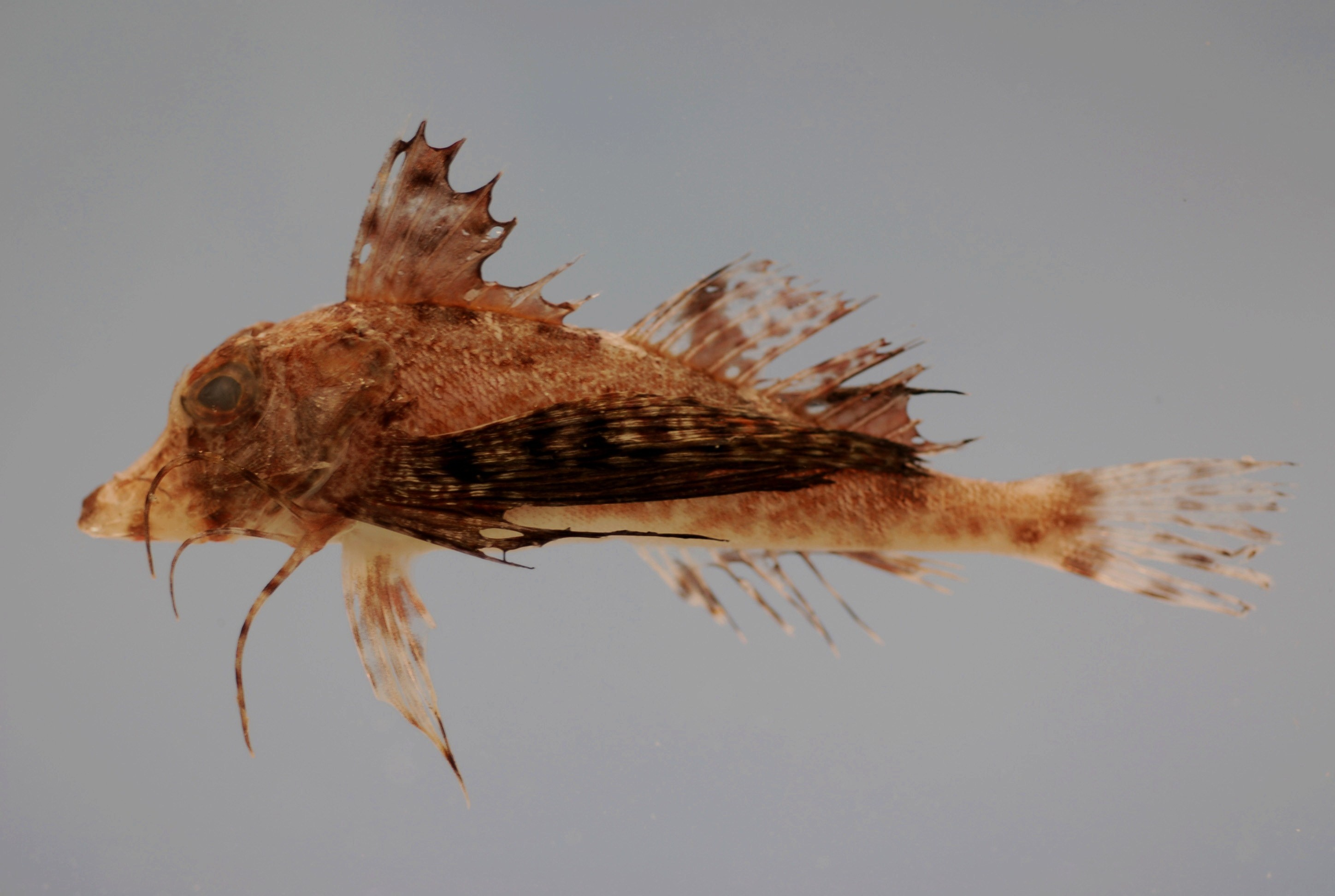
Prionotus tribulus
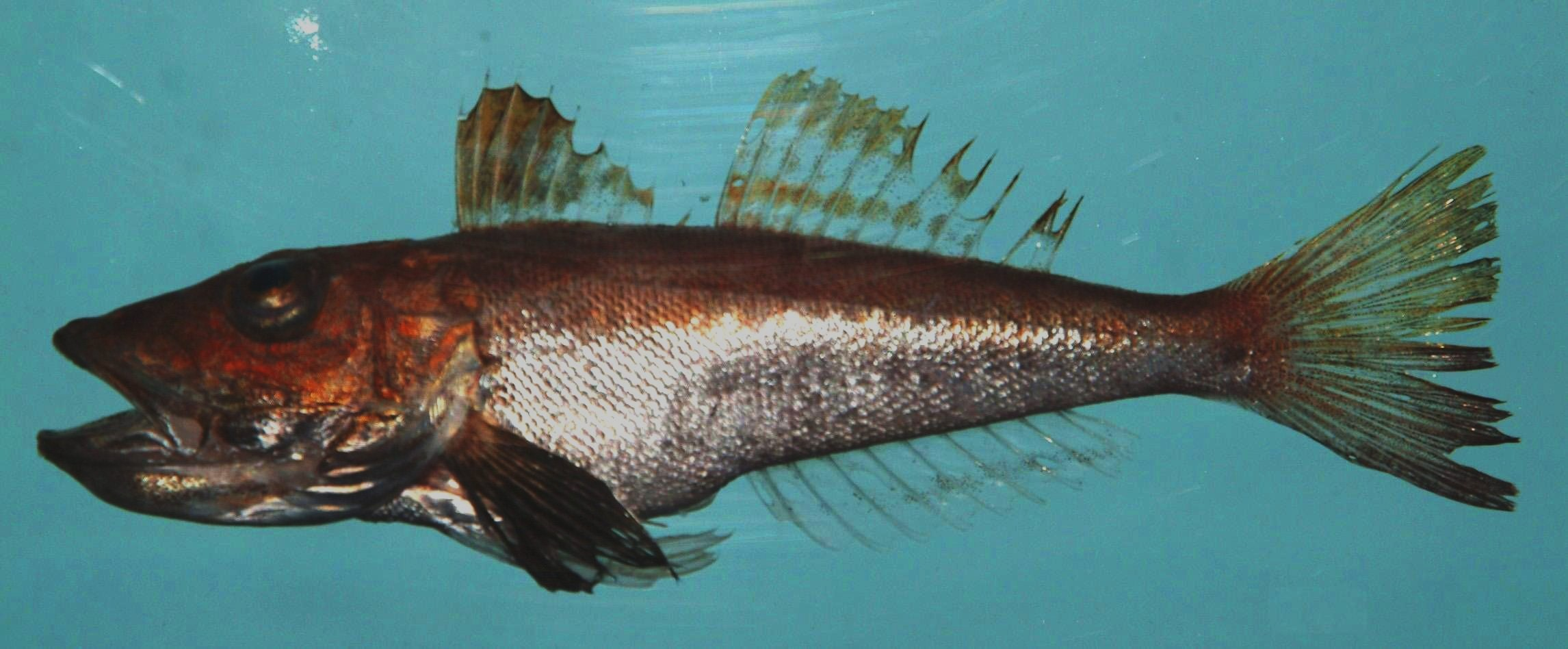
Prionotus stearnsi
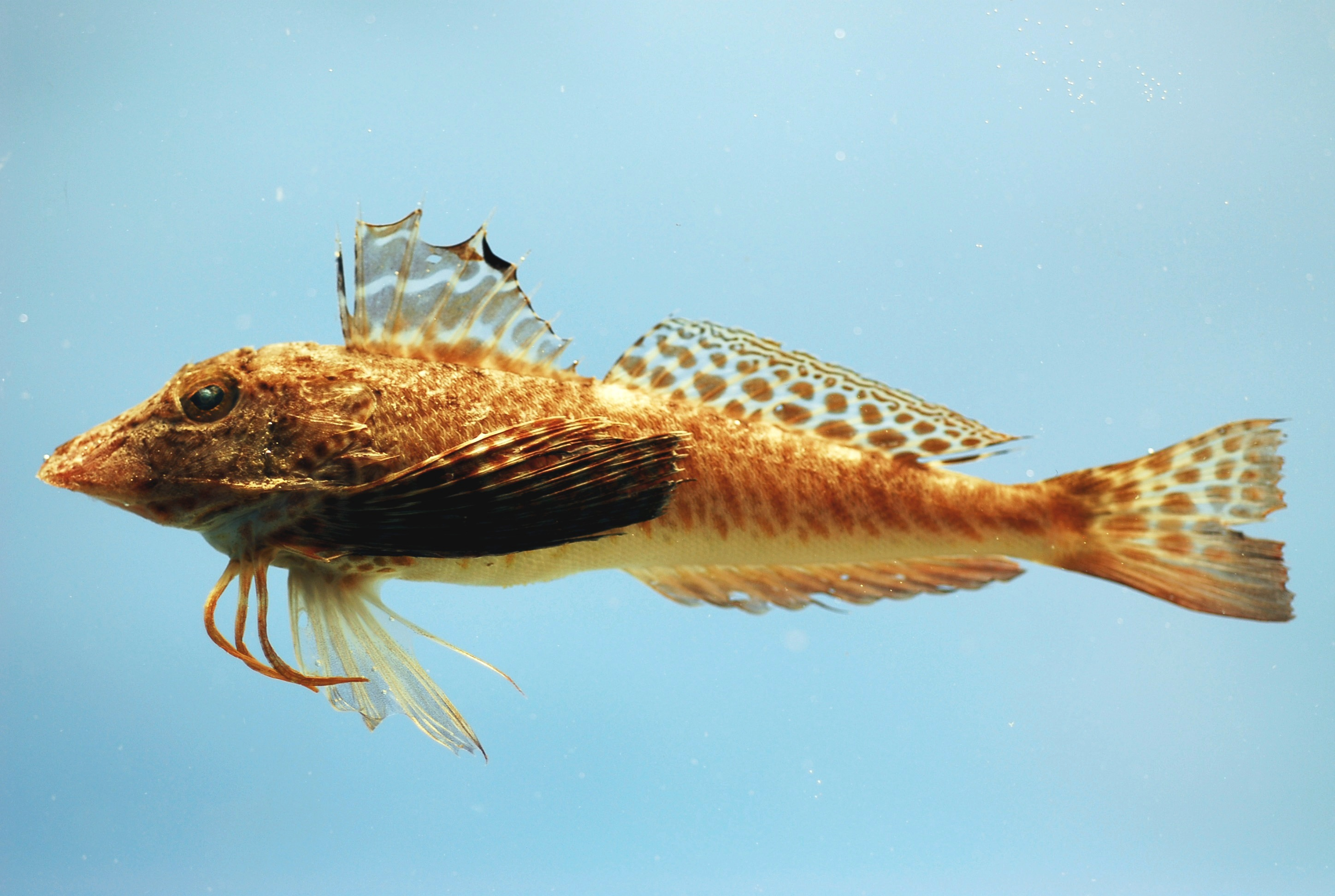
Prionotus scitulus
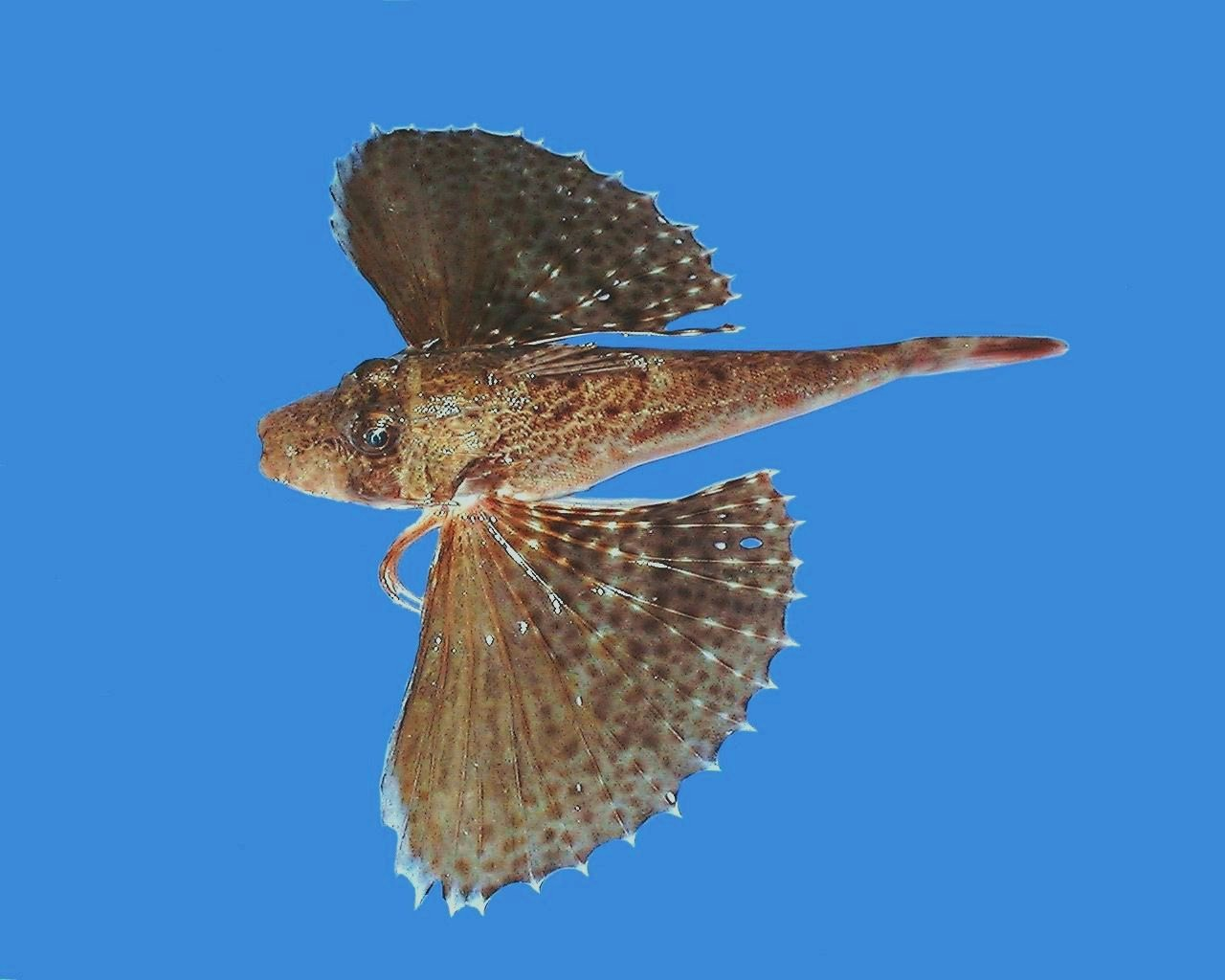
Prionotus rubio